# Bizek Emi
Bizek Emi (Bizek Emőke, Budapest, ? ? ) magyar zenetanár és zeneszerző.

## Élete
Az ELTE Bölcsészettudományi Kar ének-, zenetanár, karvezetés szakán végzett. Már nagyapja is zenész volt, az ő hatására 10 éves korában kezdett zongorázni. Zeneszerzőként több, mint 100 saját szerzeményt írt, műveiből eddig 10 lemez jelent meg. Az „Álomszép – zene babáknak és mamáknak” sorozat első lemeze 2007-ben készült el, és hamarosan tripla platinalemez lett. Magyarországon kívül eddig 10 külföldi országban adták ki.
2005-ben egyik szerzeményét beválogatták az Eurovíziós Dalfesztivál hazai elődöntőjébe. Kepes András Világfalu című televíziós sorozatához szerzett filmzenéiért 2006-ban Fonogram díjat kapott. A 2013-as Fonogram Gálán pedig az Álomszép 4 című lemezét is beválogatták az év 5 legjobb gyereklemeze közé.

## Díj
- Fonogram – Magyar Zenei Díj